# Nandronga and Navosa Province
Nandronga and Navosa Province är en provins i Fiji.   Den ligger i divisionen Västra divisionen, i den centrala delen av landet, 80 km väster om huvudstaden Suva. Antalet invånare är 58 387. Arean är 2 385 kvadratkilometer. Nandronga and Navosa Province ligger på ön Viti Levu.
Terrängen i Nandronga and Navosa Province är huvudsakligen kuperad, men åt nordost är den bergig.